# 丹·奥布赖恩
丹·奥布赖恩（英語：Dan O'Brien，1966年7月18日—），美国男子田径运动员，主攻十项全能。他曾代表美国参加1996年夏季奥林匹克运动会田径比赛，获得一枚金牌。他还曾三次获得世界田径锦标赛金牌。他在田径生涯中曾2次打破世界纪录。